# El Coral
El Coral är en kommun (municipio) i Nicaragua med 7 909 invånare (2012). Den ligger i den centrala delen av landet i departementet Chontales. El Coral är en jordbruksbygd med omfattande boskapsskötsel.

## Geografi

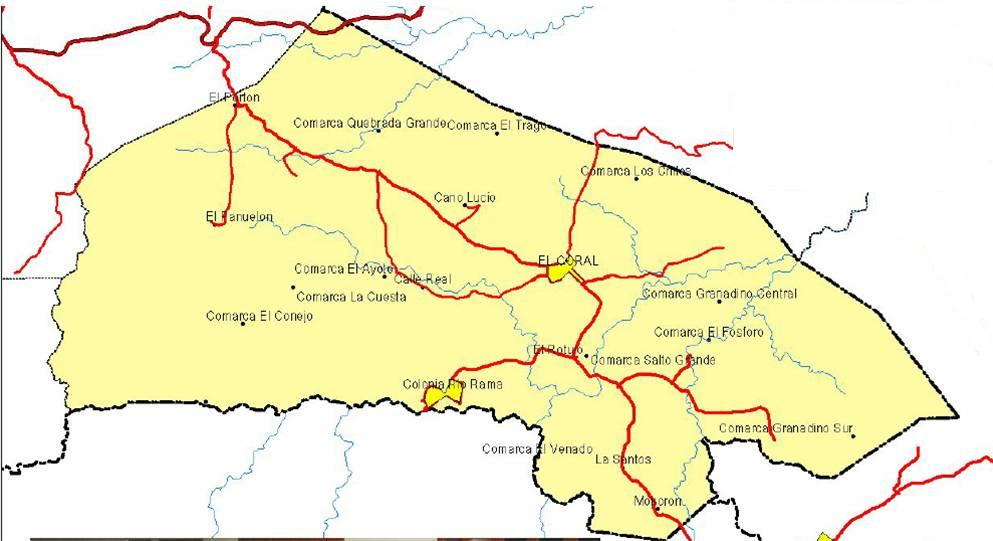
Karta över El Coral

El Coral gränsar till kommunerna Muelle de los Bueyes i norr, Nueva Guinea i öster, El Almendro i söder samt till Acoyapa och Villa Sandino i väster.
Kommunens största ort är dess centralort El Coral, med 2 469 invånare (2005). Den ligger mitt i kommunen. Näst störst är Río Rama, i den södra delen av kommunen, med 1 070 invånare.

## Historia
El Coral hörde tidigare till kommunen Villa Sandino, men blev en egen kommun 1997.